# Cornus rugosa
Cornus rugosa là một loài thực vật có hoa trong họ Cornaceae. Loài này được Lam. miêu tả khoa học đầu tiên năm 1786.